# Boeslunde
Boeslunde är en by i Boeslundes sogn mellan Slagelse och Korsør.
Byn är känd för två märkliga guldfynd gjorda i två omgångar 1842 och 1874 i en 15–20 meter hög kulle. "Borgbjerg" med anlagda terrasser, tolkad som en forntida kultplats. Fyndet består av sex skålar av papperstunt guldbleck med en sammanlagd vikt av 0,53 kilo.